# Marina Olegowna Sujewa

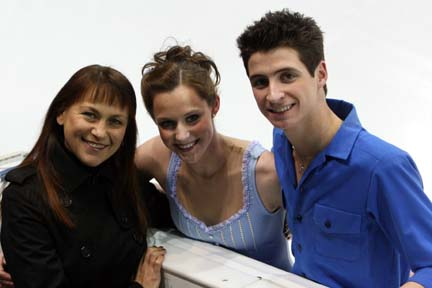
Marina Sujewa mit ihren Schülern Tessa Virtue und Scott Moir beim Grand-Prix-Finale 2007/08

Marina Olegowna Sujewa (russisch Марина Олеговна Зуева; * 9. April 1956 in Moskau) ist eine ehemalige sowjetische Eistänzerin und heutige Eistanztrainerin.

## Werdegang

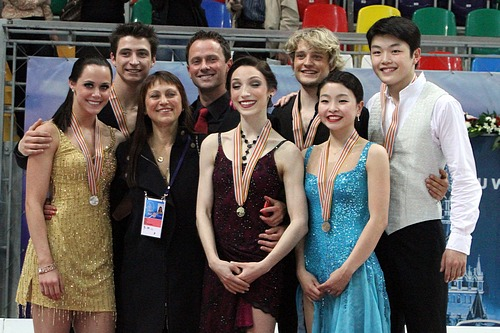
Marina Sujewa und Igor Schpilband mit den von ihnen trainierten Medaillengewinnern der Eistanzkonkurrenz bei der Weltmeisterschaft 2011

Gemeinsam mit ihrem Eistanzpartner Andrei Witman wurde Sujewa 1977 Fünfte bei der Welt- und Europameisterschaft und 1978 EM-Sechste und WM-Siebte.
Ende der 1970er Jahre beendete Sujewa ihre Wettkampfkarriere und nahm eine Ausbildung zur Choreografin auf. Für ihre Abschlussarbeit am Nationaltheater in Moskau choreografierte sie ein Programm für Jekaterina Gordejewa und Sergei Grinkow. Die ganzen 1980er Jahre hindurch fuhr sie fort, für das Eistanzpaar zu choreografieren, dies tat sie auch bei der Rückkehr der beiden zu den Olympischen Spielen 1994.
Im Jahr 1991 verließ Sujewa Russland und ging nach Nordamerika. Sie arbeitet als Trainerin und Choreografin beim Arctic Figure Skating Club in Canton, Michigan. Von 2001 bis 2012 arbeitete sie in dieser Funktion erfolgreich mit Igor Schpilband zusammen.
Zu Sujewas Schülern gehören Tessa Virtue & Scott Moir, Meryl Davis & Charlie White, Tanith Belbin & Benjamin Agosto, Maia Shibutani & Alex Shibutani, Emily Samuelson & Evan Bates, Madison Chock & Greg Zuerlein, Sasha Cohen, Yukari Nakano, und Jana Chochlowa, deren momentaner Partner Sujewas Sohn, Fjodor Andrejew ist.
Bei der Weltmeisterschaft 2011 in Moskau landeten mit Tessa Virtue & Scott Moir, Meryl Davis & Charlie White sowie Maia Shibutani & Alex Shibutani drei von Schpilband und Sujewa in Detroit trainierte Eistanzpaare auf dem Podium.

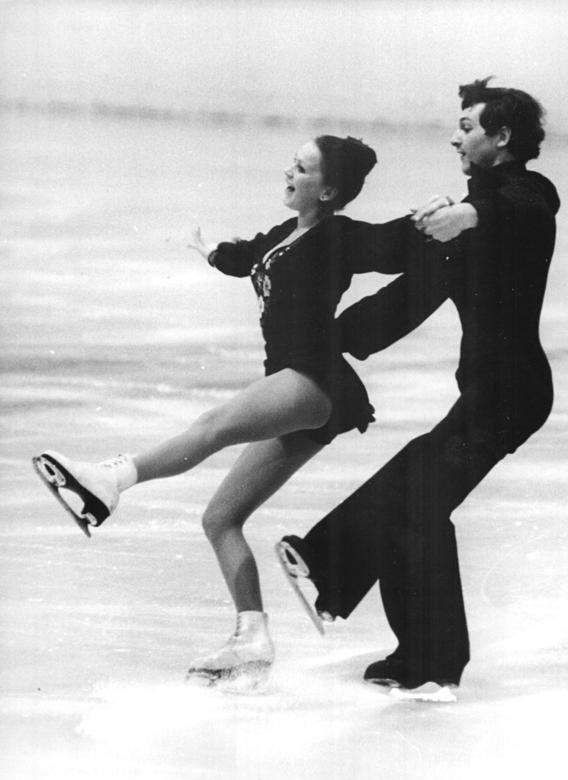
Marina Sujewa mit ihrem Eistanzpartner Andrei Witman 1975 in Berlin

## Ergebnisse

### Eistanz
(mit Andrei Witman)
| Wettbewerb / Jahr           | 1976 | 1977 | 1978 |
| --------------------------- | ---- | ---- | ---- |
| Weltmeisterschaften         |      | 5.   | 7.   |
| Europameisterschaften       |      | 5.   | 6.   |
| Sowjetische Meisterschaften | 3.   | 3.   |      |